# The Crazed Moon
Julian Anderson componeerde The crazed moon in 1997. Hij maakt hier onder meer gebruik van het GEs-motief.
De compositie was een opdracht van de BBC Wales voor het BBC National Orchestra of Wales en zijn toenmalige dirigent Tadaki Otaka. Het werk is geschreven ter nagedachtenis van de componist Graeme Smith, die op 24-jarige leeftijd is overleden. De titel van de compositie is overgenomen van een gedicht van W.B. Yeats.

## Opbouw
Het werk bestaat uit slechts één deel. Het begint met een soort Last Post; trompetten in de verte spelen een steeds dissonantere koraal. Daarna komen lange harmonieuse melodieën in de trant van In Memoriam Benjamin Britten van Arvo Pärt. De muziek wordt daarna steeds onrustiger; dit beeld heeft Anderson gehaald uit de maansverduistering van maart 1996. Daarna wordt het weer rustiger en eindigt zoals het begin, maar dan omgekeerd. Een dissonant koraal wordt steeds "dunner" totdat één trompet het werk beëindigt.